# Кашлык, Владимир Лукич
Влади́мир Луки́ч Кашлык (Кашлик) (род. 8 октября 1921) — советский футболист, нападающий, футбольный судья.
За ДО Киев играл в 1950—1952 годах. Полуфиналист Кубка СССР 1952 года. В соревнованиях КФК выступал за киевские «Зенит» (1954) и «Машиностроитель» (1954—1958, в 1954—1955 — также в Кубке СССР).
В 1963—1971 годах — футбольный судья.